# Lissay-Lochy
Lissay-Lochy település Franciaországban, Cher megyében. Lakosainak száma 226 fő (2022. január 1.). Lissay-Lochy Arçay, Levet, Plaimpied-Givaudins, Senneçay és Trouy községekkel határos.

## Népesség
A település népességének változása:
| Lakosok száma | 201  | 142  | 130  | 202  | 233  | 227  | 224  | 229  | 228  | 226  |
|               | 1968 | 1982 | 1990 | 2006 | 2013 | 2015 | 2017 | 2019 | 2020 | 2022 |